# Административно-территориальное деление Ямало-Ненецкого автономного округа

## Административно-территориальное устройство
Согласно Закону «Об административно-территориальном устройстве Ямало-Ненецкого автономного округа», субъект РФ включает следующие административно-территориальные единицы:
- 7 городов окружного значения
  - Салехард,
  - Губкинский,
  - Лабытнанги,
  - Муравленко,
  - Надым[2],
  - Новый Уренгой,
  - Ноябрьск
- 7 районов
  - Красноселькупский,
  - Надымский,
  - Приуральский,
  - Пуровский,
  - Тазовский,
  - Шурышкарский,
  - Ямальский

Административным центром Ямало-Ненецкого автономного округа является город Салехард.

## Муниципальное устройство
В рамках организации местного самоуправления автономной округ включает 13 муниципальных образований, в том числе (после 21 апреля 2022 года):
- 6 городских округов,
- 7 муниципальных округов.

### Муниципальные и городские округа
| №        | Флаг | Герб | Название                | Площадь, км² | Население, чел. (2021 г.) | Админ. центр        |
| -------- | ---- | ---- | ----------------------- | ------------ | ------------------------- | ------------------- |
| 1e-06    |      |      | Муниципальные округа    |              |                           |                     |
| 1        |      |      | Красноселькупский район | 106 759      | ↗5789                     | село Красноселькуп  |
| 2        |      |      | Надымский район         | 99 792       | ↗66 938                   | город Надым         |
| 3        |      |      | Приуральский район      | 64 971       | ↘9860                     | село Аксарка        |
| 4        |      |      | Пуровский район         | 108 797      | ↘36 569                   | город Тарко-Сале    |
| 5        |      |      | Тазовский район         | 133 896      | ↗17 723                   | посёлок Тазовский   |
| 6        |      |      | Шурышкарский район      | 54 741       | ↘9084                     | село Мужи           |
| 7        |      |      | Ямальский район         | 148 727      | ↘16 067                   | село Яр-Сале        |
| 7.000002 |      |      | Городские округа        |              |                           |                     |
| 8        |      |      | город Салехард          | 1 017,7      | ↗48 693                   | город Салехард      |
| 9        |      |      | город Губкинский        | 73           | ↗33 869                   | город Губкинский    |
| 10       |      |      | город Лабытнанги        | 22           | ↗25 969                   | город Лабытнанги    |
| 11       |      |      | город Муравленко        | 92           | ↗29 306                   | город Муравленко    |
| 12       |      |      | город Новый Уренгой     | 111          | ↗106 890                  | город Новый Уренгой |
| 13       |      |      | город Ноябрьск          | 189,1        | ↗102 938                  | город Ноябрьск      |

### История муниципального устройства
В рамках муниципального устройства автономного округа, в границах административно-территориальных единиц ЯНАО к 2006 году были созданы 55 муниципальных образований, из них:
- 6 городских округов,
- 7 муниципальных районов, в составе которых:
  - 6 городских поселений,
  - 36 сельских поселений.

Помимо этого, в 4 муниципальных района входили межселенные территории без статуса поселений (включавшие 8 отдалённых сельских населённых пунктов).

#### Упразднённые муниципальные образования и межселенные территории
23 апреля 2020 года Надымский, Пуровский и Тазовский муниципальные районы и все входившие в их состав городские и сельские поселения были упразднены с преобразованием соответственно в три муниципальных округа.
23 апреля 2021 года Красноселькупский, Приуральский и Ямальский муниципальные районы и все входившие в их состав городские, сельские поселения и межселенные территории были упразднены с преобразованием соответственно в три муниципальных округа, а территория городского поселения посёлок Харп при этом была выделена из состава Приуральского района и включена в состав городского округа город Лабытнанги.
21 апреля 2022 года последний муниципальный район (Шурышкарский) и все входившие в их состав сельские поселения были упразднены с преобразованием в муниципальный округ.
| №         | Муниципальное образование/ межселенная территория | Статус                 | Муниципальный район | Число населённых пунктов |
| --------- | ------------------------------------------------- | ---------------------- | ------------------- | ------------------------ |
| 1         | село Красноселькуп                                | сельское поселение     | Красноселькупский   | 1                        |
| 2         | село Ратта                                        | сельское поселение     | Красноселькупский   | 1                        |
| 3         | Толькинское                                       | сельское поселение     | Красноселькупский   | 2                        |
| 4         | город Надым                                       | городское поселение    | Надымский           | 1                        |
| 5         | посёлок Заполярный                                | городское поселение    | Надымский           | 1                        |
| 6         | посёлок Пангоды                                   | городское поселение    | Надымский           | 1                        |
| 7         | Кутопьюганское                                    | сельское поселение     | Надымский           | 2                        |
| 8         | посёлок Лонгъюган                                 | сельское поселение     | Надымский           | 1                        |
| 9         | село Ныда                                         | сельское поселение     | Надымский           | 1                        |
| 10        | посёлок Правохеттинский                           | сельское поселение     | Надымский           | 1                        |
| 11        | посёлок Приозёрный                                | сельское поселение     | Надымский           | 1                        |
| 12        | посёлок Ягельный                                  | сельское поселение     | Надымский           | 1                        |
| 12.000001 | межселенная территория                            | межселенная территория | Надымский           | 1                        |
| 13        | посёлок Харп                                      | городское поселение    | Приуральский        | 1                        |
| 14        | Аксарковское                                      | сельское поселение     | Приуральский        | 9                        |
| 15        | Белоярское                                        | сельское поселение     | Приуральский        | 3                        |
| 16        | село Катравож                                     | сельское поселение     | Приуральский        | 1                        |
| 17        | город Тарко-Сале                                  | городское поселение    | Пуровский           | 1                        |
| 18        | посёлок Уренгой                                   | городское поселение    | Пуровский           | 1                        |
| 19        | Пуровское                                         | сельское поселение     | Пуровский           | 2                        |
| 20        | посёлок Пурпе                                     | сельское поселение     | Пуровский           | 1                        |
| 21        | село Самбург                                      | сельское поселение     | Пуровский           | 1                        |
| 22        | село Халясавэй                                    | сельское поселение     | Пуровский           | 1                        |
| 23        | посёлок Ханымей                                   | сельское поселение     | Пуровский           | 1                        |
| 24        | деревня Харампур                                  | сельское поселение     | Пуровский           | 1                        |
| 24.000002 | межселенная территория                            | межселенная территория | Пуровский           | 1                        |
| 25        | посёлок Тазовский                                 | сельское поселение     | Тазовский           | 1                        |
| 26        | село Антипаюта                                    | сельское поселение     | Тазовский           | 1                        |
| 27        | село Газ-Сале                                     | сельское поселение     | Тазовский           | 1                        |
| 28        | село Гыда                                         | сельское поселение     | Тазовский           | 1                        |
| 29        | село Находка                                      | сельское поселение     | Тазовский           | 1                        |
| 29.000003 | межселенная территория                            | межселенная территория | Тазовский           | 4                        |
| 30        | Азовское                                          | сельское поселение     | Шурышкарский        | 5                        |
| 31        | Горковское                                        | сельское поселение     | Шурышкарский        | 2                        |
| 32        | Лопхаринское                                      | сельское поселение     | Шурышкарский        | 3                        |
| 33        | Мужевское                                         | сельское поселение     | Шурышкарский        | 7                        |
| 34        | Овгортское                                        | сельское поселение     | Шурышкарский        | 6                        |
| 35        | село Питляр                                       | сельское поселение     | Шурышкарский        | 1                        |
| 36        | Шурышкарское                                      | сельское поселение     | Шурышкарский        | 3                        |
| 37        | Мыс-Каменское                                     | сельское поселение     | Ямальский           | 2                        |
| 38        | село Новый Порт                                   | сельское поселение     | Ямальский           | 1                        |
| 39        | село Панаевск                                     | сельское поселение     | Ямальский           | 1                        |
| 40        | село Салемал                                      | сельское поселение     | Ямальский           | 1                        |
| 41        | село Сёяха                                        | сельское поселение     | Ямальский           | 1                        |
| 42        | Яр-Салинское                                      | сельское поселение     | Ямальский           | 2                        |
| 42.000004 | межселенная территория                            | межселенная территория | Ямальский           | 2                        |

## История
В конце XIX — начале XX веков территория нынешнего Ямало-Ненецкого автономного округа относилась к Берёзовскому уезду Тобольской губернии, который делился на 2 волости, 5 инородных волостей и 2 инородных управы. В начале 1920-х гг. территорию Ямало-Ненецкого автономного округа занимал Обдорский район.
- 1930. Постановлением Президиума ВЦИК в составе Уральской области организован Ямальский (Ненецкий) национальный округ в составе 4 районов: Надымского (центр — Хэ, в 1972 центр перенесён в Надым), Приуральского (центр — Щучье, позже перенесен в Аксарку), Тазовского (центр — Хальмер-Седа, переименованное позже в Тазовское) и Ямальского (центр — район реки Пяты-Юн, с 1932 года — Яр-Сале).
- 1932. Образован Пуровский район.
- Январь 1934. Округ отнесён к Обско-Иртышской области.
- Декабрь 1934. Округ отнесён к Омской области.
- 1937. Из Остяко-Вогульского НО передан Шурышкарский район.
- 14 августа 1944 г. Округ передан из Омской области во вновь образованную Тюменскую область. В состав округа из Красноярского края передан Красноселькупский район. Образованы Гыдоямский и Тамбейский районы.
- 4 июня 1946 г. Упразднены Гыдоямский и Тамбейский районы.

Административно-территориальное деление Ямало-Ненецкого НО в 1956 году:
| Районы и города окружного подчинения | Сельсоветы и посёлки                                                             |
| ------------------------------------ | -------------------------------------------------------------------------------- |
| Город Салехард                       | пгт Лабытнангский                                                                |
| Красноселькупский район              | Верхне-Тазовский, Тымско-Караконский, Тазовско-Селькупский, Тазовско-Ненецкий    |
| Надымский район                      | Мало-Ямальский, Ныдо-Надымский, Шугинский                                        |
| Приуральский район                   | Байдарацкий, Полуйский, Полярный, Собской, Товопогольский, Щучьереченский        |
| Пуровский район                      | Верхне-Пуровский, Нижне-Пуровский, Таркосалинский                                |
| Тазовский район                      | Антипаютинский, Гыдоямский, Тазовский, Таранский, Тибей-Салинский, Ямбургский    |
| Шурышкарский район                   | Азовский, Кушеватский, Куноватский, Мужевский, Питлярский, Сынский, Шурышкарский |
| Ямальский район                      | Нейтинский, Пуйковский, Южно-Ямальский, Юрибейский, Яптик-Салинский, Ярсалинский |

- 9 марта 1972 года рабочий посёлок Надым получил статус города окружного подчинения.
- 5 августа 1975 года рабочий посёлок Лабытнанги преобразован в город окружного подчинения.
- 7 октября 1977 года в соответствии с новой Конституцией национальный округ преобразован в автономный округ.
- 16 июня 1980 года посёлок Новый Уренгой получил статус города окружного подчинения.
- 28 апреля 1982 года рабочий посёлок Ноябрьск получил статус города окружного подчинения.
- 6 августа 1990 года посёлок Муравленковский получил статус города окружного подчинения и название Муравленко.
- 2 декабря 1996 года рабочий посёлок Губкинский получил статус города окружного значения.